# Marc Aleu
Marc Aleu i Socies, también conocido por Gram (Barcelona, 1922-Cadaqués, 1996) fue un pintor español.
Estudió en la Escuela Superior de Bellas Artes de Barcelona, e inició su carrera con una exposición en la Sala Pictòria de Barcelona (1946). De estilo neomagicista y expresionista, participó en los grupos Cercle Maillol y Art Nou, y estuvo muy próximo al grupo Dau al Set. En 1955, junto con Modest Cuixart, Josep Guinovart, Jordi Mercadé, Antoni Tàpies, Jaume Muxart y Joan-Josep Tharrats constituyeron el grupo Taüll.
- Datos: Q11690811